# Marebbe
Marebbe (Enneberg) é uma comuna italiana da região do Trentino-Alto Ádige, província de Bolzano, com cerca de 2.684 habitantes. Estende-se por uma área de 161 km², tendo uma densidade populacional de 17 hab/km². Faz fronteira com Badia, Braies, Brunico, Cortina d'Ampezzo (BL), La Valle, Luson, San Lorenzo di Sebato, San Martino in Badia, Valdaora.

## Demografia
| Variação demográfica do município entre 1861 e 2011                               |
|                                                                                   |
| Fonte: Istituto Nazionale di Statistica (ISTAT) - Elaboração gráfica da Wikipedia |